# Blauvac
Blauvac ist eine französische Gemeinde mit 555 Einwohnern (Stand 1. Januar 2022) im Département Vaucluse in der Region Provence-Alpes-Côte d’Azur.
Nahe dem Ort befindet sich an der Straße nach Méthamis ein Trappistinnen-Kloster (Abbaye Notre-Dame de Bon-Secours). Das Gemeindegebiet gehört zum Regionalen Naturpark Mont-Ventoux.

## Wirtschaft
An der Straße nach Mazan befindet sich eine der größten Gips-Lagerstätten des Landes. Der dortige Betrieb der Firma Lafarge zum Abbau und zur Weiterverarbeitung von Gips ist einer der größten Arbeitgeber der Region.
Die Weinbauern des Ortes gehören zur Appellation d’Origine Contrôlée Côtes du Ventoux.

## Einwohnerentwicklung
- 1968: 198
- 1975: 215
- 1982: 228
- 1990: 274
- 1999: 337
- 2008: 436